# Cantón de Vesoul-Oeste
El cantón de Vesoul-Oeste era una división administrativa francesa, que estaba situada en el departamento de Alto Saona y la región de Franco Condado.

## Composición
El cantón estaba formado por once comunas, más una fracción de la comuna que le daba su nombre:
- Andelarre
- Andelarrot
- Chariez
- Charmoille
- Échenoz-la-Méline
- Montigny-lès-Vesoul
- Mont-le-Vernois
- Noidans-lès-Vesoul
- Pusey
- Pusy-et-Épenoux
- Vaivre-et-Montoille
- Vesoul (fracción)

## Supresión del cantón de Vesoul-Oeste
En aplicación del Decreto nº 2014-164 de 17 de febrero de 2014, el cantón de Vesoul-Oeste fue suprimido el 22 de marzo de 2015 y sus 12 comunas pasaron a formar parte del nuevo cantón de Vesoul-1.